# Richard Deacon (sculpteur)
 (octobre 2024).
La mise en forme du texte ne suit pas les recommandations de Wikipédia : il faut le « wikifier ».
Les points d'amélioration suivants sont les cas les plus fréquents. Le détail des points à revoir est peut-être précisé sur la page de discussion.
- Les titres sont pré-formatés par le logiciel. Ils ne sont ni en capitales, ni en gras.
- Le texte ne doit pas être écrit en capitales (les noms de famille non plus), ni en gras, ni en italique, ni en « petit »…
- Le gras n'est utilisé que pour surligner le titre de l'article dans l'introduction, une seule fois.
- L'italique est rarement utilisé : mots en langue étrangère, titres d'œuvres, noms de bateaux, etc.
- Les citations ne sont pas en italique mais en corps de texte normal. Elles sont entourées par des guillemets français : « et ».
- Les listes à puces sont à éviter, des paragraphes rédigés étant largement préférés. Les tableaux sont à réserver à la présentation de données structurées (résultats, etc.).
- Les appels de note de bas de page (petits chiffres en exposant, introduits par l'outil «  Source ») sont à placer entre la fin de phrase et le point final[comme ça].
- Les liens internes (vers d'autres articles de Wikipédia) sont à choisir avec parcimonie. Créez des liens vers des articles approfondissant le sujet. Les termes génériques sans rapport avec le sujet sont à éviter, ainsi que les répétitions de liens vers un même terme.
- Les liens externes sont à placer uniquement dans une section « Liens externes », à la fin de l'article. Ces liens sont à choisir avec parcimonie suivant les règles définies. Si un lien sert de source à l'article, son insertion dans le texte est à faire par les notes de bas de page.
- La présentation des références doit suivre les conventions bibliographiques. Il est recommandé d'utiliser les modèles {{Ouvrage}}, {{Chapitre}}, {{Article}}, {{Lien web}} et/ou {{Bibliographie}}. Le mode d'édition visuel peut mettre en forme automatiquement les références.
- Insérer une infobox (cadre d'informations à droite) n'est pas obligatoire pour parachever la mise en page.

Pour une aide détaillée, merci de consulter Aide:Wikification.
Si vous pensez que ces points ont été résolus, vous pouvez retirer ce bandeau et améliorer la mise en forme d'un autre article.
Pour les articles homonymes, voir Deacon et Richard Deacon.
Richard Deacon, né le 15 août 1949 à Bangor au pays de Galles, est un sculpteur britannique.

## Biographie
Né au pays de Galles, Richard Deacon suit sa scolarité au Plymouth College et, à l'âge de 19 ans, commence ses études artistiques au Somerset College of Art (en) à Taunton, où il a été élève de John Hilliard, Ian Breakwell et Rose Fmn-Kelcey. Puis il a suivi des cours à Londres à la St Martin's School of Art de 1969 à 1972 où il s’est concentré sur la performance. De 1974 à 1977 il étudie au Royal College of Art où il se lie avec Tony Cragg. En 1976 il s’installe à Brixton et en 1977 il crée un studio à 52 Acre Lane. Il étudie l’histoire de l’art à mi-temps, au Chelsea College of Art and Design.
1978-1979 fut une période décisive pour Deacon, car son fils est né et il visite les États-Unis pendant un an. Là, il réalise une série de dessins appelés  It’s Orpheus When There’s singing.
Sa fille naît en 1982. Deacon commence à travailler sur une série de sculptures Art For other People. C’est à ce moment que son travail commence à être reconnu.
Aujourd'hui, Deacon expose dans le monde entier (Bonnefantenmuseum, Maastricht. Whitechapel Art Gallery, Londres. Kunstverein, Hanovre. MOCA/CT, Los Angeles, etc.). Il réalise aussi de nombreuses œuvres d’art public, comme  between the eyes à yonge square international plaza à Toronto, let’s not be stupid à l’université de Warwick, etc. Il enseigne aussi au London Institute, au Hohschule für Angewande Kunst Vienne et à l’Ecole Nationale Supérieure des Beaux Arts de Paris.
Deacon fait partie des sculpteurs les plus marquants de sa génération.
En 1975, il expose pour la première fois dans les galeries du Royal College of Art de Londres.
En France, il est représenté par la galerie Arlogos. En 1992, une exposition personnelle lui est consacrée au musée d'Art moderne Lille Métropole de Villeneuve-d'Ascq.
En 2007, il a représenté le pays de Galles à la Biennale de Venise.
En 2010, dans le cadre d'une commande publique, il a réalisé pour la Chalcographie du Louvre une gravure à l'eau-forte intitulée Alphabet siamois.

## Œuvres

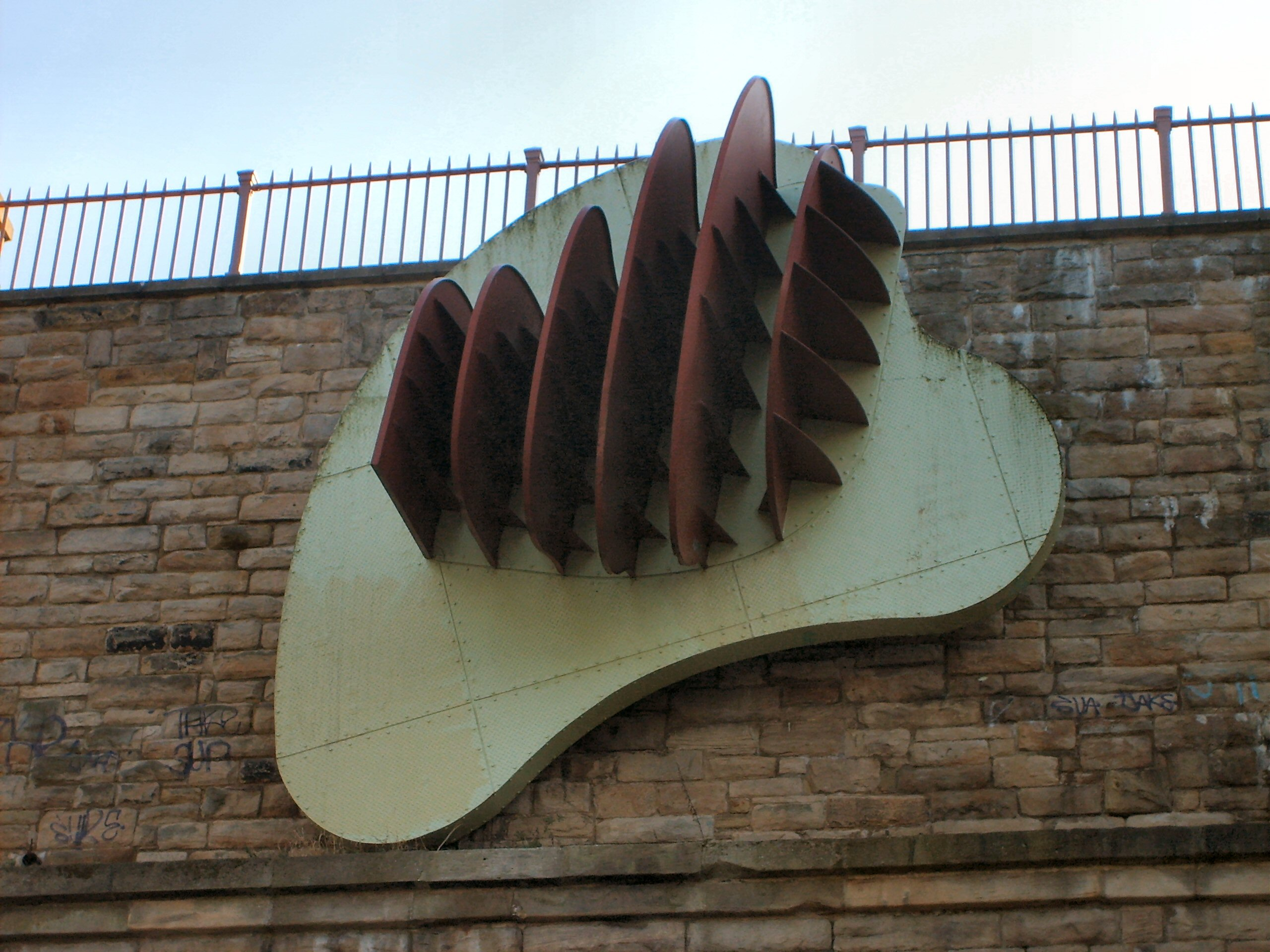
Once Upon A Time, de Richard Deacon, sur le Redheugh Bridge à Gateshead

Les œuvres de Deacon sont d'apparence abstraites, mais les thèmes récurrents de la nature, du corps humain sont implicitement présents et, très souvent, une allusion aux fonctions anatomiques, en particulier aux organes de la perception, est évoquée. La courbe est un élément important de l'esthétique de ses œuvres, et la fragilité ou la minceur des matériaux employés donnent à son travail un caractère poétique.
Deacon explore aussi dans ses œuvres le rapport entre l'intérieur et l'extérieur.
Il fait partie de ces sculpteurs qui affrontent directement les matériaux.
Deacon travaille avec une gamme de matériaux variés et souvent industriels comme le lamellé collé, l'acier inoxydable, l'acier galvanisé, le polycarbonate, le contreplaqué laminé, la céramique émaillée, le plastique, le cuir, ou le tissu. Dans une interview il explique : [changing materials from one work to the next is a way of beginning again each time (and thus of finishing what had gone before).] (Deacon, 2005). Ses œuvres en céramique fabriquées à la main sont inspirées par la façon dont le matériau réagit à des méthodes de construction et de manipulation où creusement, découpe, empilement et écrasement deviennent des techniques en elles-mêmes.
Deacon se dit plus « fabricant » que sculpteur, car il apparente sa pratique à celle d'un ouvrier spécialisé : 
« je ne sculpte pas, je ne modèle pas, je fabrique »
Il ne cherche pas à dissimuler les procédés d'assemblage, au contraire, il les accentue : rivets, boulons, colle font partie intégrante des formes de l'œuvre finale.
Ses constructions sont souvent d’ampleur inattendue. Auteur d’une trentaine de sculptures monumentales pour l’espace urbain ou naturel.
Deacon a  réalisé aussi de nombreuses sculptures de format moyen, à l’échelle du corps humain ou à celle de l’atelier, ainsi que des œuvres de petit format. (Art for other people, …and… …if… …but… …so…, Siamese pink, Siamese snakeskin, Siamese yellow, Some more for the road, etc.) Ses œuvres invitent à une expérience physique de l’objet sculpté, de même qu’à une approche sensible de leurs matériaux, de leurs modes de fabrication et de leurs lieux d’inscription.

## Prix et distinctions
En 1987, le prix Turner lui est décerné pour sa sculpture To My Face No.1 ; il avait été nommé, pour ce même prix, en 1984.
Il a reçu le Robert Jakobsen Prix, Musée Würth, Kunzelsau, Allemagne en 1995.
En 1996, il est fait chevalier de l'ordre des Arts et des Lettres du Ministère de la Culture français.
Il est élu membre de la Royal Academy (RA) le 21 mai 1998.
Il a été fait commandeur de l'ordre de l'Empire britannique le 1er janvier 1999.
Il est élu membre de l'Académie des arts de Berlin en 2010.

## Sources et références
- (en) Cet article est partiellement ou en totalité issu de l’article de Wikipédia en anglais intitulé « Richard Deacon (sculptor) » (voir la liste des auteurs).

1. 1 2 3  voir http://www.richarddeacon.net/
2. ↑  Editions de la Réunion des musées nationaux-Grand Palais, Estampes contemporaines pour la Chalcographie du Louvre, Paris, Editions de la Réunion des musées nationaux-Grand Palais, octobre 2017, 116 p. (ISBN 978-2-7118-7088-2), p. 38
3. 1 2  voir http://www.editions-jannink.com/lartenecrit/richard-deacon/
4. ↑  voir http://www.lissongallery.com/#/artists/richard-deacon/cv/
5. ↑  Communiqué de presse du Centre Pompidou, pour la mise en espace de la sculpture Passage de la Mer Rouge[PDF]
6. ↑   voir
7. ↑  voir http://www.musees-strasbourg.org/sites_expos/deacon/fr/index.php?page=biographie
8. ↑  (en)
Fiche sur le site de la Royal Academy of Arts
9. ↑  London Gazette, no 55354, p. 7, 31-12-1988
10. ↑  (de)
Richard Deacon - Seit 2010 Mitglied der Akademie der Künste, Berlin, Sektion Bildende Kunst sur le site de l'Akademie der Künste